# Massacre de Kibeho
La massacre de Kibeho va passar en un camp per a desplaçats interns vora Kibeho, al sud-oest de Ruanda el 22 d'abril, 1995. Els soldats australians que actuaven com a part de la Missió d'Assistència de les Nacions Unides a Ruanda (UNAMIR) van estimar que almenys 4.000 persones van morir en el camp per soldats de l'ala militar del Front Patriòtic Ruandès, l'Exèrcit Patriòtic Ruandès. L'estimació del nombre de persones assassinades del govern de Ruanda va ser de 338 segons el president (en aquell moment) Pasteur Bizimungu, d'acord amb el vicepresident Paul Kagame.

## Història
Després del genocidi ruandès i la victòria de l'exèrcit del protutsi Exèrcit Patriòtic Ruandès (EPR), molts hutu ètnics, inclosos un nombre desconegut d'aquells que havia comès genocidi, va fugir de les zones controlades pel FPR a zones controlades pels francesos com a part de l'Opération Turquoise i als estats veïns de Burundi, Zaire i Tanzània. Quan els francesos es van retirar a l'agost de 1994, l'administració de diversos campaments de desplaçats interns (IDP) va ser assumida per la Missió d'Assistència de les Nacions Unides a Ruanda (UNAMIR) i un nombre d'organitzacions d'ajuda. El nou govern de Ruanda, dominat pel victoriós Front Patriòtic Ruandès (RPF), va voler identificar a aquells individus i milicians Interahamwe als camps que havien comès genocidi.
A finals de 1994, els grans camps de les anomenades Zones Humanitàries Segures van albergar prop de 350.000 persones. L'ONU va crear un Centre d'Operacions Integrades (COI) per gestionar els nouvinguts i va aconseguir repatriar uns 80.000 desplaçats interns entre octubre de 1994 i gener de 1995. No obstant això, aquest període coincideix fortuïtament amb el període en què el nou govern del FPR havia reduït les activitats dels seus escamots assassins després que les seves activitats havien estat documentades en l'informe denegat oficialment Gersony Report. El gener de 1995, després que els temors del FPR a les sancions occidentals s'haguessin reduït i els assassinats sancionats s'haguessin reprès, els desplaçats interns es van negar a tornar als seus pobles d'origen, on serien vulnerables als escamots criminals. A la tercera setmana de febrer, el COI havia deixat de funcionar bàsicament i els camps es van tornar a omplir amb pobladors que fugien de la violència als turons. Els treballadors del camp de l'ONU van ser capturats en un Catch-22. "L'hostilitat del govern als camps era profunda, visceral ... Una gran proporció dels que s'havien refugiat dins de la Zona Turquoise van ser vistos pel govern com a autors del genocidi", en paraules de l'exdirector de l'Oficina d'Emergència de les Nacions Unides a Ruanda (UNREO), i el FPR va era despectiu dels programes insuficients proposats per la burocràcia de les Nacions Unides. Per contra, l'erudit Gérard Prunier afirma que "els camps van acollir a milers de dones i nens, així com a homes que podrien o no ser genocides". Mentrestant, la seu de les Nacions Unides a Nova York va insistir en els procediments adequats i en una estreta cooperació amb el govern del FPR. L'exdirector d'UNREO escriurà més endavant: "El govern estava al corrent, però mai va comprometre's plenament, la qual cosa permetia a la comunitat humanitària assumir la responsabilitat d'un enfocament 'integrat' que en realitat mai no va existir". Els informes de la situació del COI reflecteixen les seves responsabilitats conflictives, culpen una "campanya deliberada de desinformació" perquè els desplaçats interns es neguen a abandonar els camps, mentre que al mateix temps informen que "les persones tornen als camps, temen per la seva seguretat personal. Algunes persones fugen de les comunes i entren als camps per primera vegada."

## Camp de Kibeho
A principis de 1995, el camp de desplaçats de Kibeho era el més gran de Ruanda, amb més de 9 quilòmetres quadrats i contenia entre 80.000 i 100.000 persones. La presència d'UNAMIR al camp va ser mantinguda per una companyia d'infanteria de Zàmbia, amb serveis mèdics oferts per Metges Sense Fronteres (MSF). L'EPR mantenia un cordó ajustat al voltant del campament. Els refugiats que volien sortir del campament per tornar a casa havien de passar per un lloc de control, on els supervivents del genocidi indicarien persones que havien participat en els assassinats de 1994.
El 17 d'abril de 1995, el préfet de Butare va anunciar que tots els camps de la prefectura serien tancats immediatament. L'objectiu declarat d'això era separar per força els coneguts genocides dels qui serien enviats a casa a través d'un campament d'estada a prop de Butare. Agafada per sorpresa, UNAMIR va enviar de pressa 32 soldats australians i oficials mèdics per donar suport la seva presència a Kibeho el 18 d'abril.
El coronel P.G. Warfe de l'exèrcit australià descriuria més tard els fets d'aquell dia:
| « | El dimarts 18 d'abril a les 03.00 h dos batallons de soldats de l'EPR van envoltar el campament de Kibeho. L'EPR va utilitzar la mesura expeditiva de disparar trets a l'aire per moure els desplaçats interns. Una dona va rebre un tret al maluc i deu persones, majoritàriament nens, van ser trepitjades fins a la mort ... [Els soldats] van incendiar moltes de les barraques perquè els desplaçats interns no tornessin a casa. A les 16:30 hores, l'EPR va disparar trets d'avís i nou desplaçats van morir en l'estampida resultant. | » |

El ministre tutsi de rehabilitació del FPR, Jacques Bihozagara, va celebrar una conferència de premsa en la qual va assenyalar: "Hi ha rumors que si els desplaçats interns tornen a casa, els mataran ... Si aquesta fos la intenció del govern, llavors tindria avançats i mataria la gent dins dels campaments. Després de tot, els camps es troben dins del territori de Ruanda". En canvi, el ministre hutu de l'interior del FPR, Seth Sendashonga, es va apressar a Kibeho l'endemà per detenir el tiroteig i, després del seu retorn a Kigali, va celebrar una reunió d'emergència de l'ONU i ONGs per organitzar el transport per als desplaçats interns abans que l'EPR perdés tota la restricció. Va informar el primer ministre Faustin Twagiramungu, al president Pasteur Bizimungu i al vicepresident/ministre de Defensa, Paul Kagame, qui li va assegurar que s'asseguraria que les coses quedessin sota control. L'endemà els soldats van tornar a obrir foc, matant vint i matant a seixanta abans d'envoltar el camp. La periodista i testimoni presencial Linda Polman, que acompanyava els aproximadament 80 soldats de Zàmbia de la UNAMIR a Kibeho, va descriure la situació aquell dia:
| « | [Hi havia] uns 150.000refugiats d'espatlla a espatlla sobre una altiplà de la muntanya de tres camps de futbol ... Durant les últimes seixanta hores, els refugiats s'havien vist obligats per alleujar-se on estan o on han caigut. La pudor em treu la respiració ... Els refugiats no fan res, no diuen res, només miren els zambians ... S'han tancat les dues carreteres que travessen les muntanyes fins a Kibeho. Els combois d'aliments i aigua de les organitzacions d'ajuda han estat aturats i retornats. El govern ha prohibit totes les ajudes als refugiats ... Un grup de refugiats, uns sis d'ells, fugen i comencen a córrer cap a la vall. Les tropes ruandeses van començar a disparar immediatament. Veiem que els refugiats cauen morts. Vaig cridar al capità Francis [oficial de Zàmbia] "¡Para'ls! Fes alguna cosa!" ... Respon: "Ens han ordenat cooperar amb les autoritats ruandeses, no disparar-les". "Fins i tot si maten a persones innocents davant dels teus ulls?" "Sí" respon. | » |

Seguiren alguns dies de tensió creixent entre els del campament i els soldats de l'EPR, amb trets de l'EPR (a persones i a l'aire) per controlar i traslladar els refugiats a una àrea cada vegada més reduïda com a continuació del processament de desplaçats interns. Un dels metges australians, la major Carol Vaughan-Evans va recordar que "recordo haver-hi arribat quatre dies abans de la massacre i certament no hi volíem ser". Les forces del govern [EPR] ho va fer molt, molt clar ... Van insistir que només tractessim a les persones que havien decidit abandonar el camp ... Les forces del govern eren extremadament agressives dient que si no buidavem l'hospital ells ... [per] matarienles persones que es quedessin."
El matí del 22 d'abril la força d'UNAMIR va descobrir que uns 100 refugiats havien estat ferits o assassinats a la nit. Prop de la meitat dels ferits tenien ferides de bala, presumptament dels soldats de l'EPR, la resta ferides de matxet, presumiblement de genocidaris que intentaven terroritzar els refugiats en el campament ... per proporcionar-se un escut humà."

## Massacre del 22 d'abril de 1995
No gaire després de les 10 del matí, amb una forta pluja, les forces de l'EPR van començar a disparar a la multitud al recinte hospitalari, provocant una estampida de refugiats contra filferros i barricades. Les forces de l'EPR van continuar disparant als refugiats a la fugida durant les següents dues hores. Mentre inicialment disparava amb fusells a la multitud massificada, l'EPR va començar més tard a utilitzar morters de 60 mm. El caporal Paul Jordan va escriure "vam veure (i podíem fer poc més) com aquestes persones eren caçades i mortes". L'EPR es va desaccelerar un temps després del dinar abans de reprendre el foc fins a les 6 de la tarda.
Els MSF i els equips mèdics australians van lluitar per fer front al gran nombre de ferits, molts dels quals van ser evacuats posteriorment a l'hospital de Kigali. Malgrat això, els equips mèdics van continuar el seu treball mentre les seccions d'infanteria van inferir ferides a l'estació i a l'hospital, durant els descansos en el tiroteig. Durant el matí també es va traslladar l'hospital, sota foc, al compost de Zàmbia. El foc va continuar intermitentment durant tot el dia. Jordan recorda que les persones "han estat assassinades a tot el camp".

## Baixes
L'EPR va començar a enterrar els cossos durant la nit del 22 al 23 d'abril. Al matí del 23 d'abril, el personal australià del Cos Mèdic va començar a comptar els morts. Es van comptabilitzar prop de 4.200 a les àrees a les quals tenien accés, i van notar evidències que cossos invisibles ja havien estat traslladats. El relat de Terry Pickard indica que l'EPR forçà als australians a deixar de comptar els cossos "quan es van adonar del que estava passant". Els australians van estimar que encara hi havia 400-500 cossos no comptabilitzats, inclosos els traslladats. L'estudiós Gérard Prunier afirma que "una estimació no irracional" tindria més de 5.000 morts. També hi havia molts ferits, però no tants com es podria esperar en el combat, ja que la majoria dels morts eren de baioneta o disparats a distància, i així van morir de les seves ferides.
El ministre Sendashonga havia intentat arribar a Kibeho el matí del 23 d'abril, però l'exèrcit l'havia rebutjat. El president Bizimungu va arribar aquesta mateixa tarda i se li va dir que hi havia hagut unes tres-centes baixes, que va acceptar sense comentaris. Bizimungu va mostrar descontent quan un oficial de Zàmbia va intentar presentar-li les xifres compilades per la unitat australiana. El govern de Ruanda i els funcionaris de l'ONU van minimitzar els nombres d'assassinats, donant-los estimacions públiques de 330 i 2.000 morts respectivament. No obstant això, una sèrie de fotografies preses per l'oficial de l'ONU Mark Cuthbert-Brown mostren un cert grau de l'extensió de la massacre el matí del 23 d'abril, quan els tropes de Zàmbia van començar a moure els cossos.
El ministre de l'Interior, Sendashonga, va demanar una comissió internacional d'investigació, però va ser rebutjada per Kagame. Es va formar una Comissió Internacional Independent d'Investigació, dirigida per la membre del FPR Christine Omutonyi, integrada per membres escollits pel FPR. Després de reunir-se a Kigali entre el 3 i el 8 de maig, sense cap visita de camp, la comissió va arribar a una conclusió donant suport al recompte d'esdeveniments del govern que elements delictius o genocidis estaven al campament i que la massacre havia passat quan "havien estat disparant des dels desplaçats interns i l'EPR va patir víctimes... L'EPR va respondre disparant a la multitud " i va assenyalar que no podrien determinar morts per "limitacions logístiques i de temps". La xifra del govern de 338 baixes mai no ha estat qüestionada per cap organisme oficial.
Els desplaçats interns que es van veure obligats a abandonar els camps estaven subjectes a atacs de multituds que buscaven venjança pels familiars morts durant el genocidi, així com a deshidratació i esgotament. El 24 d'abril, el CIO va anunciar que 145.228 desplaçats interns havien tornat dels camps la prefectura de Butare i dos dies més tard van revisar aquesta xifra fins a 60.177. Prunier, intentant donar sentit a aquestes xifres, assenyala que si es pren una estimació baixa de la població precoç de Kibeho (uns 80.000), això significa que almenys 20.000 persones "van desaparèixer". A partir d'això, Prunier conclou que és probable que 20.000 a 30.000 antics residents de Kibeho van morir després de la massacre com a resultat de ser expulsats de la seguretat comparada dels camps.
Centenars de pacients van ser evacuats, provats i tractats a l'hospital de les Nacions Unides a Kigali operat per la Força de Defensa australiana. Tots els grups d'edat i ambdós sexes estaven representats amb professionals de la Defensa que treballaven tot el dia amb personal limitat i recursos consumibles. Totes les àrees de l'hospital estaven sobrecarregades, incloses sales, UCI i quiròfan.

## Possibles causes de la massacre
Un testimoni australià assenyala que "els esdeveniments que es van produir en aquell dia encara no estan del tot clars, però una teoria basada en els informes de diversos testimonis visuals i els informes d'Intel és la següent":
| « | A mesura que el procés va continuar lentament, la gent es va cansar i inquietar. Una víctima que vam rebre ens va dir que havien estat tan amuntegats per l'EPR, sense menjar ni aigua, que amb prou feines podien seure. Els líders d'Interahamwe en particular van començar a preocupar-se ... ja que l'empresonament o l'execució eren possibilitats molt reals per a ells. Com a resultat, van començar a assetjar a la gent i després atacar a la multitud amb matxets. Les seves raons van ser probablement dues: crear una diversió per escapar i silenciar els informadors potencials. Qualsevol quina fos la raó, això va provocar pànic entre la multitud que va començar a empènyer contra el cordó de l'EPR. Els soldats de l'EPR, tement un motí, van començar a disparar a la multitud i aviat es van unir, disparant indiscriminadament. El seu motiu aviat es va convertir en menys control de la multitud i més venjança. | » |

Una narració de Thomas Odom, l'agregat de Defensa dels Estats Units a Kinshasa, va descriure la causa de la mateixa manera: "els de línia dura (al campament) van empentar altres desplaçats interns com a bestiar per intentar trencar les línies de l'EPR i el comandant de l'EPR va perdre el control de la situació. El seu informe afegeix que "el camp estava molt poblat per persones" implicades en el genocidi de 1994 ... i ... era una base insurgent activa ". Odom utilitza l'estimació de l'ONU de 2.000 morts.
Gérard Prunier, autor de The Rwanda Crisis i Africa's World War, expressa expressa l'escepticisme de les afirmacions que els genocidaris van ser un factor important en la massacre i caracteritza Kibeho com una versió en miniatura del característiques de la invasió del Zaire que es produiria 18 mesos més tard: "el no tractament de les conseqüències del genocidi, l'humanitarisme benintencionat però políticament cec, el FPR resolt a "resoldre el problema" per la força, sorprès per la impotència de la comunitat internacional davant la violència i, finalment, una negació hipòcrita del que havia passat."

## Conseqüències de la massacre
La massacre de Kibeho, i les seves seqüeles, van començar el trencament final del govern d'unitat nacional que es va crear el juliol de 1994. Seth Sendashonga va arribar a la conclusió que els hutus eren tractats col·lectivament com a assassins i havien estat assassinats sense judici. Es va convertir en un obstacle per al FPR, declarant que les moltes persones detingudes de Kibeho no haurien de ser posades en cel·les concorregudes on s'havien ofegat a mort i cancel·lar un intent de l'alcaldessa de Kigali Rose Kabuye per a distingir els actuals residents a la ciutat d'aquells residents que tornaven del Zaire codificant el color dels seus permisos de residència. Després de la Direcció d'Intel·ligència Militar (DMI) va filtrar un comunicat a la premsa que identifica Sendashunga com a "forces extremistes", va dissoldre les Forces de Defensa Local (LDF), establir grups per reemplaçar la policia, però en gran part es van convertir en matons sota la direcció dels líders rurals del FPR. El primer ministre Twagiramungu va convocar una reunió especial de seguretat el 23 d'agost que va arribar a un clímax després de tres dies quan Sendashonga, el ministre d'Hisenda Marc Rugenera i el viceprimer ministre Alexis Kanyarengwe (tots els hutus que havien estat identificats públicament pel DMI com a potencials traïdors) es van unir a la ministra tutsi d'assumptes de la dona Aloisea Inyumba per fer front Kagame, sobretot per la seva recent selecció de 117 tutsis dels 145 nous bourmestres designats. Kagame va respondre deixant la sala i va acabar la reunió. Després de dos dies, el primer ministre Twagiramungu va anunciar la seva renúncia, però el president Bizimungu, furiós per la rebel·lió dels governs, va aconseguir que el Parlament despatxés Twagiramungu el 28 d'agost. L'endemà Sendashonga, Ministre de Transport i Comunicacions Immaculée Kayumba, el Ministre de Justícia Alphonse-Marie Nkubito i el Ministre d'Informació Jean-Baptiste Nkuriyingoma foren acomiadats. Sendashonga i Twagiramungu van ser posats sota arrest domiciliari, però eventualment van ser autoritzats a abandonar el país cap a finals d'any. Mentre el govern d'unitat nacional continuava ostensiblement fins a la crisi presidencial de 2000, aquests esdeveniments el van destruir per a tots els efectes pràctics.
Johan Pottier argumenta que la forma en què el govern del FPR va restringir l'accés dels periodistes a la informació sobre Kibeho va predir el seu enfocament a l'est del Zaire posteriorment. Ell afirma que "Kibeho era una etapa a mig camí en el desenvolupament de la doctrina de Kagame de control estricte de la informació".

### Guardons australians
Quatre australians van ser guardonats amb la Medal for Gallantry pel seu servei distingit a Kibeho, les primeres medalles concedides als australians des de la guerra de Vietnam; el caporal Andrew Miller, l'oficial d'intendència Rod Scott, el tinent Thomas Tilbrook i la major (llavors capitana) Carol Vaughan-Evans. Totes les nararcions disponibles indiquen que el petit equip australià va trobar un esdeveniment profundament angoixant i es van veure frustrats per no poder animar a moltes de les persones desplaçades internes a tornar a casa abans de la massacre i impedir-ho una vegada que estava en marxa. Tanmateix, alguns comentaris afirmen que les accions australianes van ajudar a reduir els nombres d'assassinats i ferits. Paul Jordan, de l'Exèrcit australià, va escriure a l' Australian Army Journal que "mentre que hi havia hagut poc que haguéssim pogut fer per aturar els assassinats, crec que si els australians no haguessim estat allí com a testimonis de la massacre, l'EPR hauria mort tots els habitants del campament".